# Maison du cardinal Sommier
La maison du cardinal Sommier est un édifice situé à Vauvillers, en France.

## Localisation
L'édifice est situé sur la commune de Vauvillers, dans le département français de la Haute-Saône.

## Historique
L'édifice est inscrit au titre des monuments historiques en 2000.